# Сезар де Вандом
Сезар де Бурбон (фр. César de Bourbon; 3 червня 1594 — 22 жовтня 1665) — герцог де Вандом з 1598 року, герцог де Бофор и герцог д'Етамп з 1599 року, 5-й герцог де Пентьевр, герцог де Меркер; великий адмірал Франції (1651 року). Родоначальник роду Вандом, побічної лінії династії Бурбонів.

## Біографія
Позашлюбний син короля Франції Генріха IV Великого і його фаворитки Габріель д'Естре (кін. 1571—1599), герцогині де Бофор.
Народився 3/7 червня 1594 року в замку Кусі, Пікардія. Узаконений в 1595 році. В 1598 році возведений своїм батьком в гідність герцога Вандомського. Після смерті матері в 1599 році став герцогом де Бофор і д'Етамп.
Одружився 7 липня 1609 у Фонтенбло з Франсуазою Лотаринзькою (1592—1669), герцогинею де Меркер і де Пентьевр, дочкою Філіпа-Еммануеля Лотаринзького, герцога де Меркера. Мали троє дітей.
Під час малолітства свого єдинокровного брата, Людовика XIII, Сезар брав участь в придворних інтригах і неодноразово піддавався за це тюремному ув'язненню. В 1626 році, за участь в змові Шале проти Рішельє, він, разом з своїм братом Олександром, великим пріором Мальтійського ордену, був ув'язнений у Венсенському замку. Після смерті брата в 1629 році в ув'язненні, Вандом виклопотав собі звільнення з в'язниці і відправився в Голландію.
Хоча через кілька років двір дозволив йому повернутися до Франції, вже в 1641 році, будучи викритий в новій змові, Вандом втік в Англію; за розпорядженням Рішельє, він був заочно засуджений до страти. Тільки після смерті кардинала він повернувся до Франції і був виправданий судом.
Після смерті Людовика XIII увійшов у милість його вдови, королеви Анни Австрійської. Однак участь в змові Високомірних, а Потім і в «Фронді принців» зіпсувало стосунки герцога Вандомського з королевою, і він повинен був знову залишити Францію.
Отримавши в 1650 році дозвіл повернутися до Франції, герцог Вандомський залишився вірним двору і, у званні Великого адмірала Франції, розбив в 1655 році іспанський флот при Барселоні.
Помер 22 жовтня 1665 року у власному готелі де Вандом в Парижі.

## Родина
Дружина — Франсуаза Лотаринзька (1592—1669), герцогиня де Меркер і де Пентьевр.
Діти:
- Людовік I де Бурбон-Вандом (1612—1669), герцог де Меркер, згодом герцог де Вандом.
- Єлизавета де Бурбон-Вандом (1614—1664), відома як Мадмуазель де Вандом, чоловік — Карл Амадей Савойский (1624—1652), герцог де Немур.
- Франсуа де Бурбон-Вандом (1616—1669), герцог де Бофор, відомий як Король Ринків. Один з вождів Фронди. В шлюбі не перебував і потомства не залишив. Був в позашлюбному зв'язку з Марією де Бретань-Авогур (1610—1657), герцогинею де Монбазон і Анною Женев'євою де Бурбон-Конде (1619—1679), герцогинею де Лонгвиль, сестрою Великого Конде, дружиною Генріха II, герцога де Лонгвіль і любовницею Франсуа VI, герцога де Ларошфуко.